# Daniel Cousin
Daniel Cousin (Libreville, Gabon, 1977. február 2.) gaboni labdarúgó, csatár.

## Pályafutása

### Franciaországban
A Cousin család Gabonból Franciaországba költözött, mikor Daniel hároméves volt, így ő itt kezdett el futballozni. 1997-ben, a Martiuesnél kezdte pályafutását, majd egy év múlva a Niorthoz igazolt. 2000-ben a Le Mans-hoz került, ahol négy évet töltött, majd a Lens játékosa lett.

### Rangers FC
Cousin 2007. augusztus 9-én 750 ezer fontért a skót Rangershez szerződött. Két nappal később, a St. Mirren ellen debütált és gólt is szerzett. Egy héttel később kezdőként lépett pályára a Falkirk elleni bajnokin és szintén betalált. Október 12-én, az Olympique Lyonnais ellen lejátszotta első Bajnokok Ligája-meccsét. A Rangers 3-0-s vereséget szenvedett.
2008. január 21-én a Fulham 2 millió fontot ajánlott érte, de a Gers mestere, Walter Smith nemet mondott. A londoniak egy nappal később 3 millió fontos ajánlatot tett. Szerződése értelmében ekkora összegért a Rangers köteles lett volna elengedni Cousint, de a transzfer végül jogi okok miatt meghiúsult. Május 1-jén, egy Fiorentina elleni UEFA-kupa-elődöntőn piros lapot kapott, ennek ellenére csapata bejutott a döntőbe. Augusztus 31-én ő szerezte az Old Firm első gólját, később kiállították, de a Eangers 4-2-re legyőzte a Celticet. Mint később kiderült, ez volt az utolsó meccse a kék mezeseknél.

### Hull City AFC
2008. szeptember 1-jén a Hull City ismeretlen összeg ellenében leigazolta és hároméves szerződést adott neki. Szeptember 27-én, az Arsenal ellen megszerezte első gólját új csapatában, ezzel 2-1-es sikerhez segítve övéit. Később betalált még a Manchester United és a Manchester City ellen is. 2009 szeptemberében a Burnley és a Cardiff City is szerette volna kölcsönvenni, de egyiküknek sem sikerült. 2010. január 7-én ügynöke bejelentette, hogy Cousint hamarosan kölcsönveszi a Queens Park Rangers.

## Válogatott
Cousin 2000. január 23-án, egy Dél-Afrika ellen 3-1-re elvesztett mérkőzésen mutatkozott be a gaboni válogatottban. Részt vett a 2000-es afrikai nemzetek kupáján is, Gabon mindhárom csoportmeccsén a pályán volt. 2006. szeptember 2-án csapatkapitányként lépett pályára Madagaszkár ellen. Csapata 4-0-ra nyert. A 2010-es afrikai nemzetek kupája csoportkörei során Gabon az ő góljával verte 1-0-ra Kamerunt.

## Külső hivatkozások
- Daniel Cousin pályafutásának statisztikái a Soccerbase oldalon (angolul)

- Daniel Cousin adatlapja a FootballDatabase.com-on

## Fordítás
- Ez a szócikk részben vagy egészben  a   Daniel Cousin című angol Wikipédia-szócikk fordításán alapul.  Az eredeti cikk szerkesztőit annak laptörténete sorolja fel. Ez a jelzés csupán a megfogalmazás eredetét és a szerzői jogokat jelzi, nem szolgál a cikkben szereplő információk forrásmegjelöléseként.